# ミクリガヤ
ミクリガヤ Rhynchospora malasica は、カヤツリグサ科の植物の1つ。尖った小穂がくす玉状に集まった穂を花茎に複数並べてつける。熱帯域の植物で、日本では南岸地域にあるがごく珍しい。

## 特徴
多年生の草本で、根茎から多数の茎を直立させる。地下茎は長く横に伸び、地上の茎はそれぞれ単独に生じる。茎は直立し、高さ40-100cmに達する。茎は硬くて滑らかでざらつかず、断面は3稜形となっている。葉は茎の中程から多数が出ており、広線形で長さ40cm、葉幅は5-10mmで縁はざらつかず滑らか。葉身は長くてその長さは茎を高く越え、また葉の基部は長い鞘となっている。
花期は8-10月で、茎の中程から上の葉(苞)の基部に3-5個の分花序をつける。分花序は小穂が多数、頭状に集まったもので、その径は約1.5cm。また分花序には柄がなく、茎に直接についているように見える。小穂は広披針形で長さ7mm、７枚ほどの鱗片が螺旋状に配列したものである。それぞれの鱗片は披針形で先端は尖っている。果実は広倒卵形で断面は凸レンズ状をしており、長さは2～2.5mm、暗褐色で光沢がない。柱頭の基部は扁平な円錐状で長さは約0.3mm。針状になった花被片は6あり、長いものは痩果の長さの2倍を超え、またその表面は滑らかとなっている。柱頭は2つに裂ける。
和名は小穂の集まった様子がガマ科のミクリに似ていることによる。

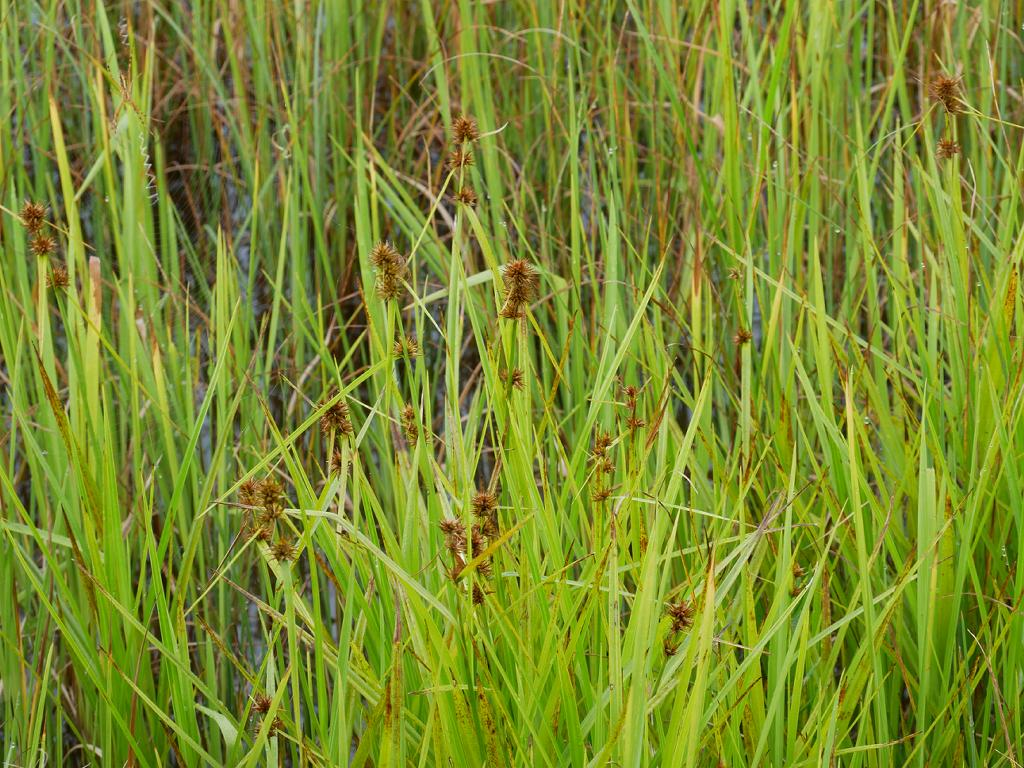
湿地に群生する様子
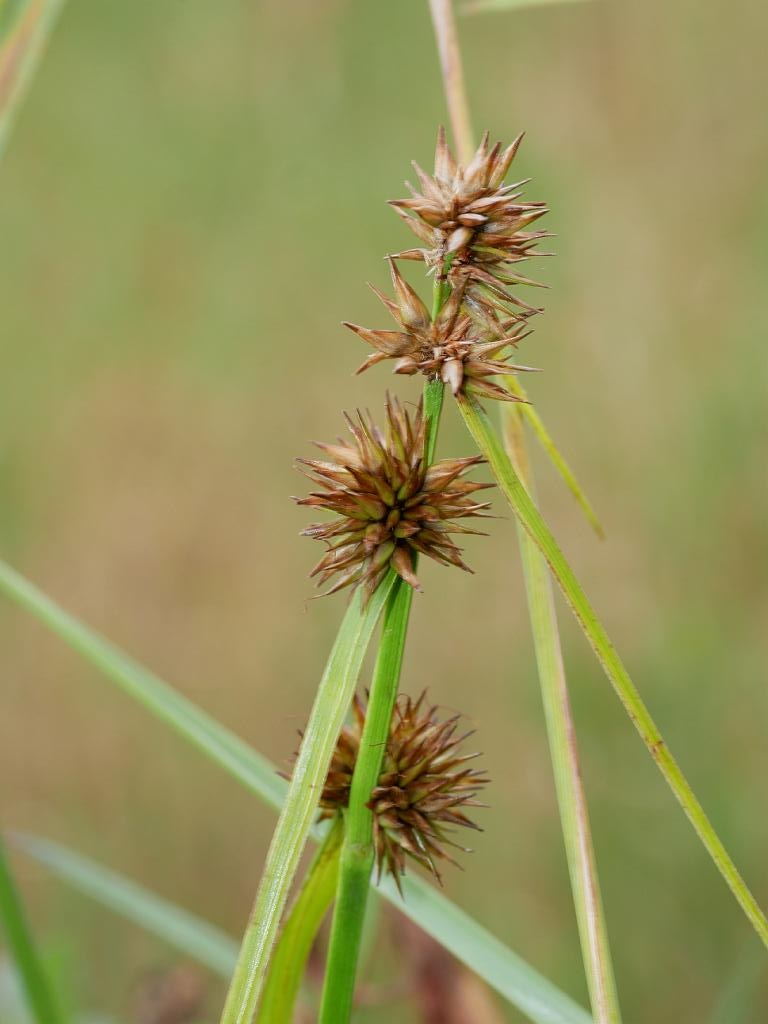
穂の拡大像

## 分布と生育環境
日本での分布は本州の静岡県以西、九州、南西諸島（沖縄島、石垣島）で、国外では朝鮮半島、台湾、マレー半島、インドネシアに渡るが、国内においては下記のようにその分布は著しく限定されている。なお、三重県の御池沼沢植物群落は昭和27年に国の天然記念物に指定されたが、この時の指定理由の1つに本種の分布北限であることがあげられている。
日当たりのよい湿地に生える。低地や丘陵地の湿地に生えるもので、水苔の生えるような中間湿原であると言い、また背の高い他種の草が生えていない場所でなければ生育できないという。

## 分類、近縁種など
本種の属するミカヅキグサ属には世界に350種があり、日本には11種が知られるが、多くは小穂が散房状に付き、枝先に集まる場合もせいぜい数個に限られる。本種のように小穂が頭状に集まるものにはイガクサ R. rubra とシマイガクサ R. boninensis があるが、これらでは花序は分枝のない枝先に単独につく。そのような点で本種と紛らわしいものは他にはない。

## 保護の状況
環境省のレッドデータブックでは絶滅危惧IB類に指定されており、静岡県、愛知県、三重県、和歌山県、山口県、佐賀県、宮崎県、沖縄県で絶滅危惧I類に、鹿児島県で絶滅危惧II類に指定されており、ほぼ分布域全域で絶滅が危惧されている状況にある。大分県では準絶滅危惧、鹿児島県で絶滅危惧II類と、ある程度の生育はあるようであるが、他方で福岡県では絶滅したものと見られている。環境省が公開している絶滅危惧種の公開種メッシュ一覧においても全国で10メッシュしか報告がない。2014年の環境省のレッドデータブックでは2007年の調査で3メッシュで絶滅、4メッシュで合わせて数百個体があるのみとされており、平均減少率約51％、100年後の絶滅確率は約99％とされている。
希少植物の撮影をした永田(2003)は本種を撮影するために宮崎県の生育地を訪ねたが人の背丈を超す草が一面に茂っていて本種は発見できなかったといい、また愛知県では撮影できたものの、そこでも少数の株が何とか生き残っている、と言う状況であったと記しており、本種の性質について富栄養化に弱く、丈の高い草が茂ると消滅しやすく、見かけに反して脆弱な植物である、と述べている。